# Dead Moon

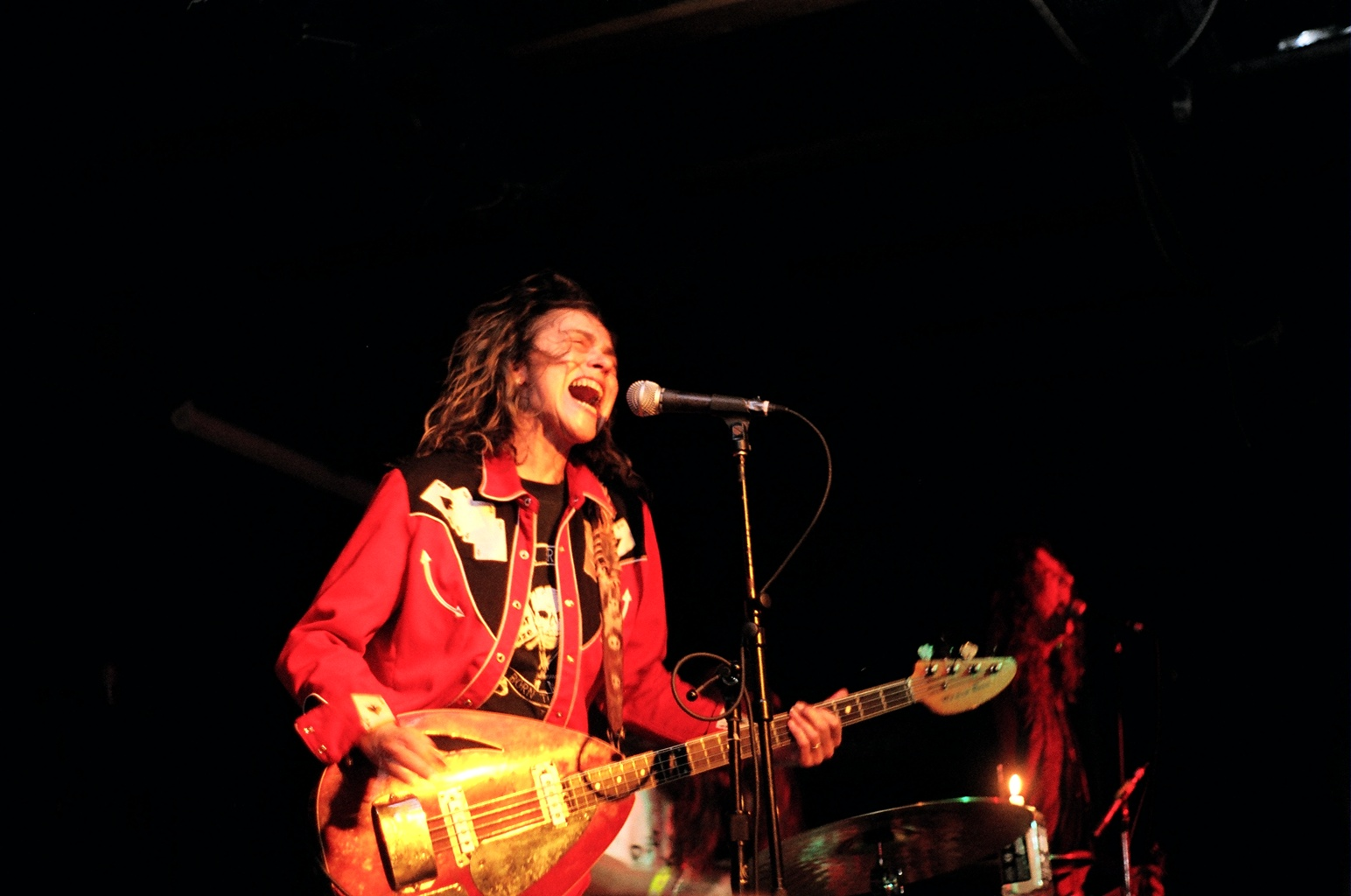
Dead Moon live, 2006

Dead Moon war eine US-amerikanische Rockband aus Portland, Oregon.

## Geschichte
Die 1987 gegründete Band spielte einen Mix aus Garage Rock, Punk und Country. Der Sänger und Songwriter Fred Cole, Frontmann der Band, spielte seit seinem dreizehnten Lebensjahr in verschiedenen Gruppen. Bei einem Konzert mit The Weeds lernte er Ende der 1960er Jahre Kathleen „Toody“ Conner kennen, die seine Frau werden sollte und bei Dead Moon Bass spielte. Ein Freund der beiden, Andrew Loomis, stieß als Schlagzeuger dazu.
Nachdem das Trio anfangs nur vor einer Handvoll Leute gespielt hatte, gelang ihm mit dem dritten Album 1990 der Durchbruch und es wurde in Europa für eine Tour gebucht. Das deutsche Label Music Maniac nahm die Band unter Vertrag und veröffentlichte eine Zusammenstellung von Songs aus den ersten drei Alben unter dem Titel Dead Moon Night. Ein Jahr später folgte Live Evil. Das im LKA Longhorn in Stuttgart mitgeschnittene Konzert war ihr erstes Album, das auf CD und Schallplatte erschien. Insgesamt veröffentlichte die Gruppe 15 Alben. In Europa war sie bei Music Maniac unter Vertrag, in den USA wurden die Platten bei Tombstone Records veröffentlicht.
1996 erschien Dead Moon im Dokumentarfilm Hype!, der die Musikszene von Seattle Anfang des Jahrzehnts zum Thema hat. 2004 erschien Unknown Passage: The Dead Moon Story, ein Dokumentarfilm über die Gruppe.
Dead Moon lösten sich Ende 2006 nach fast 20 Jahren auf. Andrew Loomis war an Krebs erkrankt und erlitt nach einer erfolgreichen Krebstherapie mehrere Schlaganfälle. Er starb am 8. März 2016.
Das Ehepaar Cole trat danach mit Kelly Halliburton (P.R.O.B.L.E.M.S., Defiance) als neuem Schlagzeuger unter dem Namen Pierced Arrows auf. Fred Cole starb am 9. November 2017 im Alter von 69 Jahren an den Folgen eines Krebsleidens.

## Diskografie

### EPs
- 1988 – Parchment Farm
- 1988 – Don’t Burn the Fires
- 1991 – Over the Edge
- 1992 – Fire in the Western World
- 1994 – D.O.A.

### LPs
- 1988 – In the Graveyard (Tombstone)
- 1989 – Unknown Passage (Tombstone)
- 1990 – Defiance (Tombstone)
- 1990 – Dead Moon Night (Music Maniac MMLP 022)
- 1990 – Thirteen off My Hook (Music Maniac MMLP 032)
- 1991 – Live Evil (Music Maniac MMLP 038)
- 1991 – Stranded in the Mystery Zone (Tombstone)
- 1992 – Strange Pray Tell (Music Maniac MMLP 042)
- 1994 – Crack in the System (Tombstone)
- 1995 – Nervous Sooner Changes (Music Maniac MMLP 066)
- 1997 – Hard Wired in Ljubljana (Live) (Music Maniac MMLP 067/Empty Records)
- 1999 – Destination X (Music Maniac MMLP 070)
- 2001 – Trash & Burn (Music Maniac MMLP 072)
- 2004 – Dead Ahead (Music Maniac MMLP 073)
- 2024 - Dead Moon Live at Ecstasy Berlin Dec. 31 1990 (Live) (ohne Label)

### CDs
- 1991 – Livevil (Music Maniac MMCD 038)
- 1991 – Stranded in the Mystery Zone (Music Maniac MMCD 042)
- 1992 – Strange Pray Tell (Music Maniac MMCD 048)
- 1994 – Crack in the System (Music Maniac MMCD 051)
- 1995 – Nervous Sooner Changes (Music Maniac MMCD 066)
- 1997 – Hard Wired in Ljubljana (Live) (Music Maniac MMCD 067/Empty Records)
- 1997 – Hard Wired in Ljubljana (CD+CDRom Live) (Music Maniac MMCD 06768)
- 1999 – Destination X (Music Maniac MMCD 070)
- 2001 – Trash & Burn (Music Maniac MMCD 072)
- 2004 – Dead Ahead (Music Maniac MMCD 073)
- 2004 – Dead Ahead Tour – Live at PAASPOP (Holland)(Music Maniac MMCDR 074)
- 2006 – Dead Moon Night/Thirteen off My Hook (Music Maniac MMCD 02232)
- 2006 – Echoes of the Past (Sub Pop Records, SPCD706)

### DVD
- 2006 – Unknown Passage, The Dead Moon Story

### Tribute-Alben anderer Künstler
- 2020 – Tribute to Dead Moon

sowie mit unbekanntem Veröffentlichungsjahr:
- In The Cole Mind – A Tribute to Fred Cole and Dead Moon